# Koguva

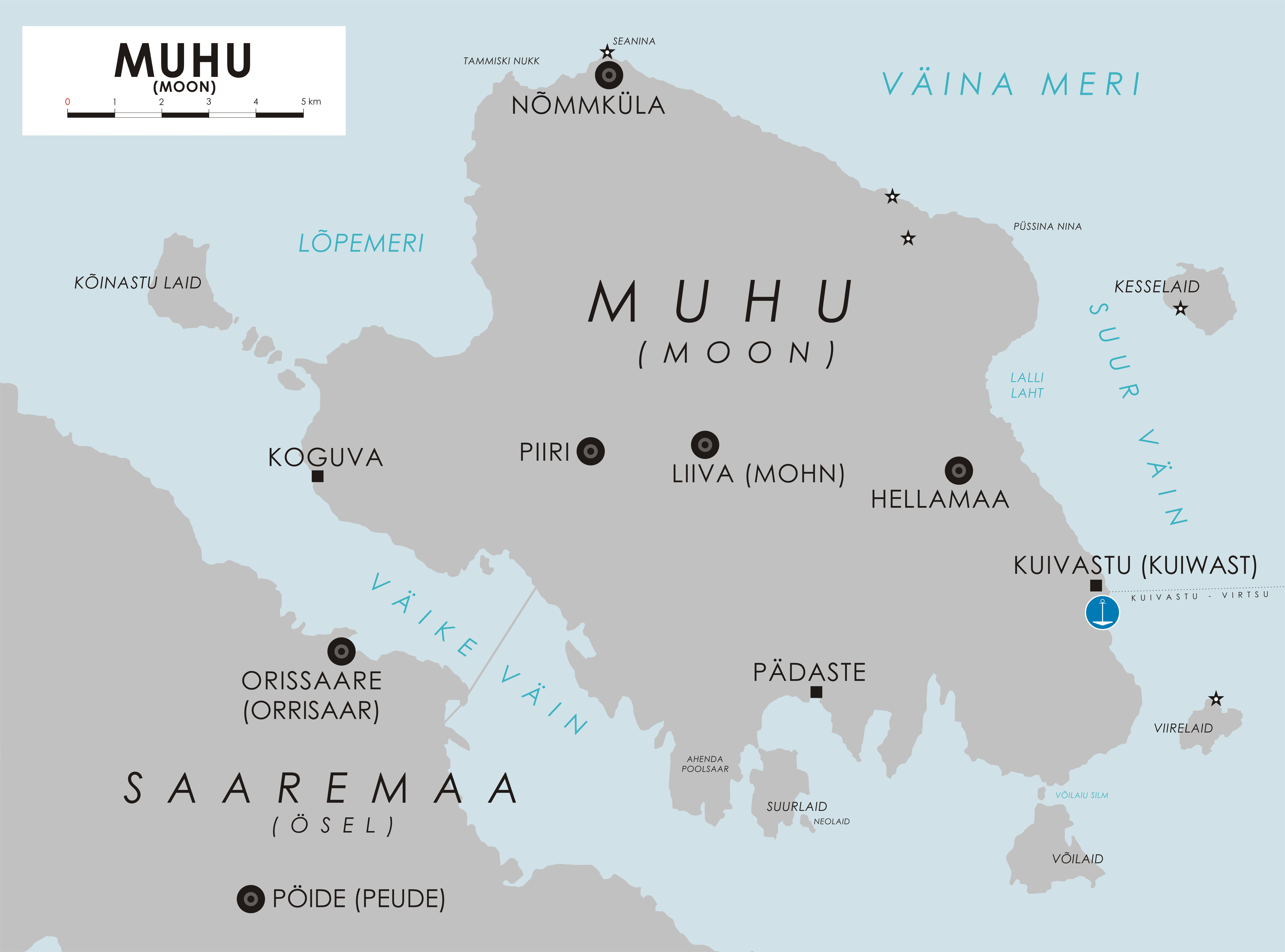
Karte der Insel Muhu mit Koguva im äußersten Westen

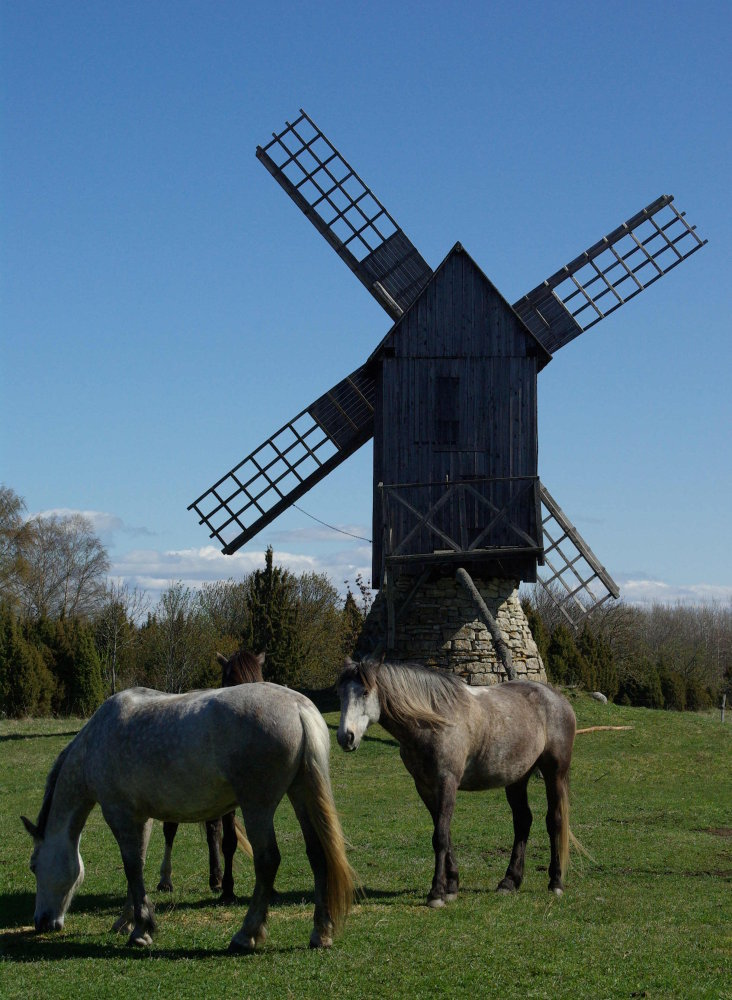
Eine der drei historischen Windmühlen von Koguva

Koguva (deutsch Koggowa) ist ein Dorf auf der estnischen Insel Muhu.
Koguva liegt im Westen von Muhu an der Rigaer Bucht der Ostsee. Es gehört verwaltungsmäßig zur Gemeinde Muhu (estnisch Muhu vald) im Kreis Saare. Das Dorf hat 30 Einwohner (Stand 2000).

## Geschichte
Koguva wurde erstmals 1532 urkundlich erwähnt. Der livländische Ordensmeister Wolter von Plettenberg erklärte darin unter bestimmten Auflagen den Bauern Hansken, dessen Sohn und alle Nachkommen zu Landfreien. Auch die folgenden Herrscher von Muhu akzeptierten bis ins 19. Jahrhundert den Freiheitsbrief. Es ist das einzige erhaltene Dokument dieser Art im heutigen Estland.

## Freilichtmuseum von Muhu
In Koguva wurde 1922 der estnische Schriftsteller Juhan Smuul, ein Nachkomme von Hansken, auf dem Hof Tooma (Tooma talu) geboren. Das Haus und der Hof seiner Familie wurden 1973 in ein Museum umgewandelt. 1990 wurde dort das Inselmuseum von Muhu gegründet. Es bietet einen Einblick in das traditionelle Leben und Arbeiten auf Muhu. Dem Museum angegliedert sind ein Museum für Textilkunst aus Muhu, ein historisches Schulhaus, eine moderne Galerie und ein Gebäude für Wanderausstellungen. In unmittelbarer Nähe befindet sich an der Ostsee das Denkmal für Juhan Smuul.

## Galerie

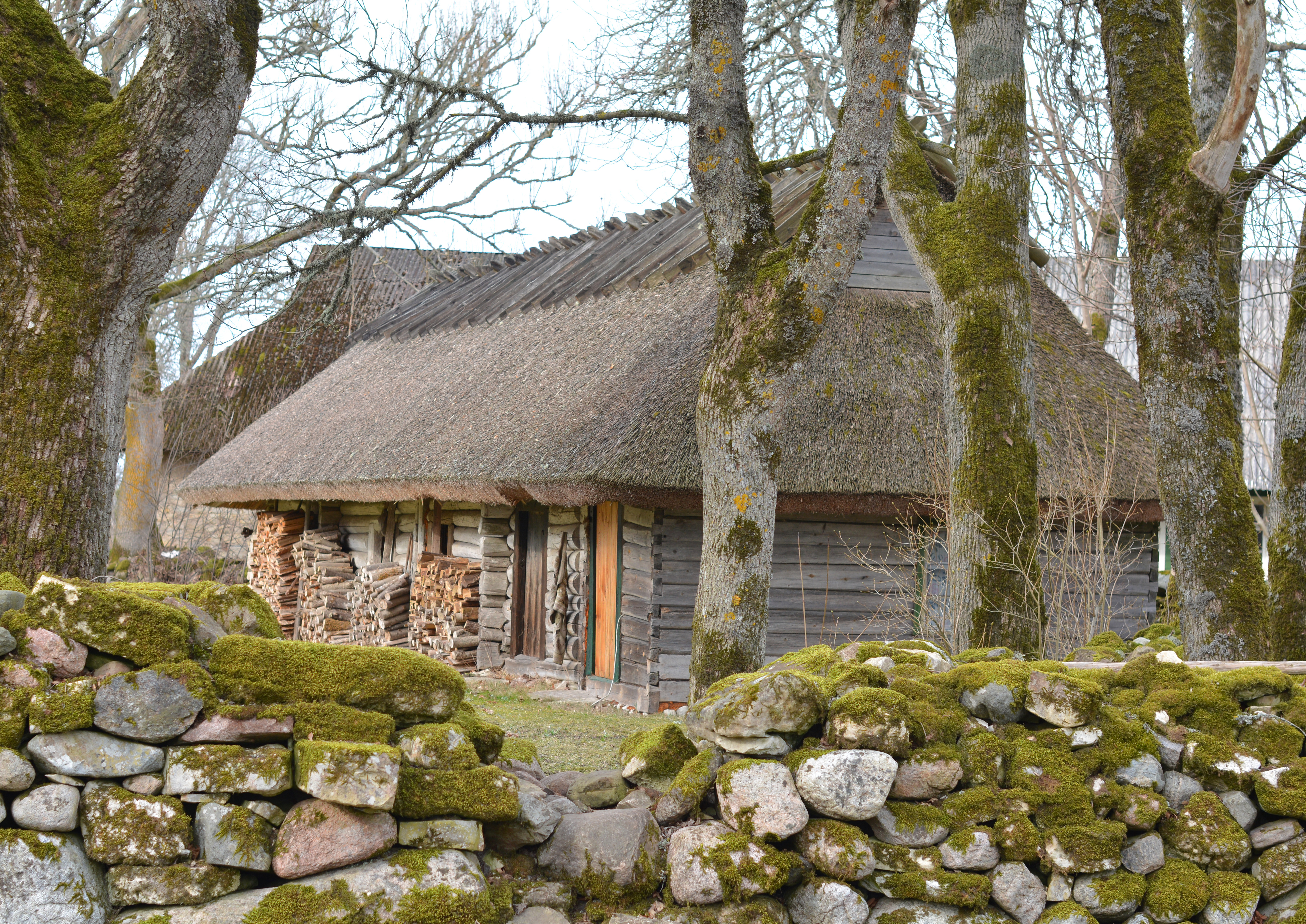
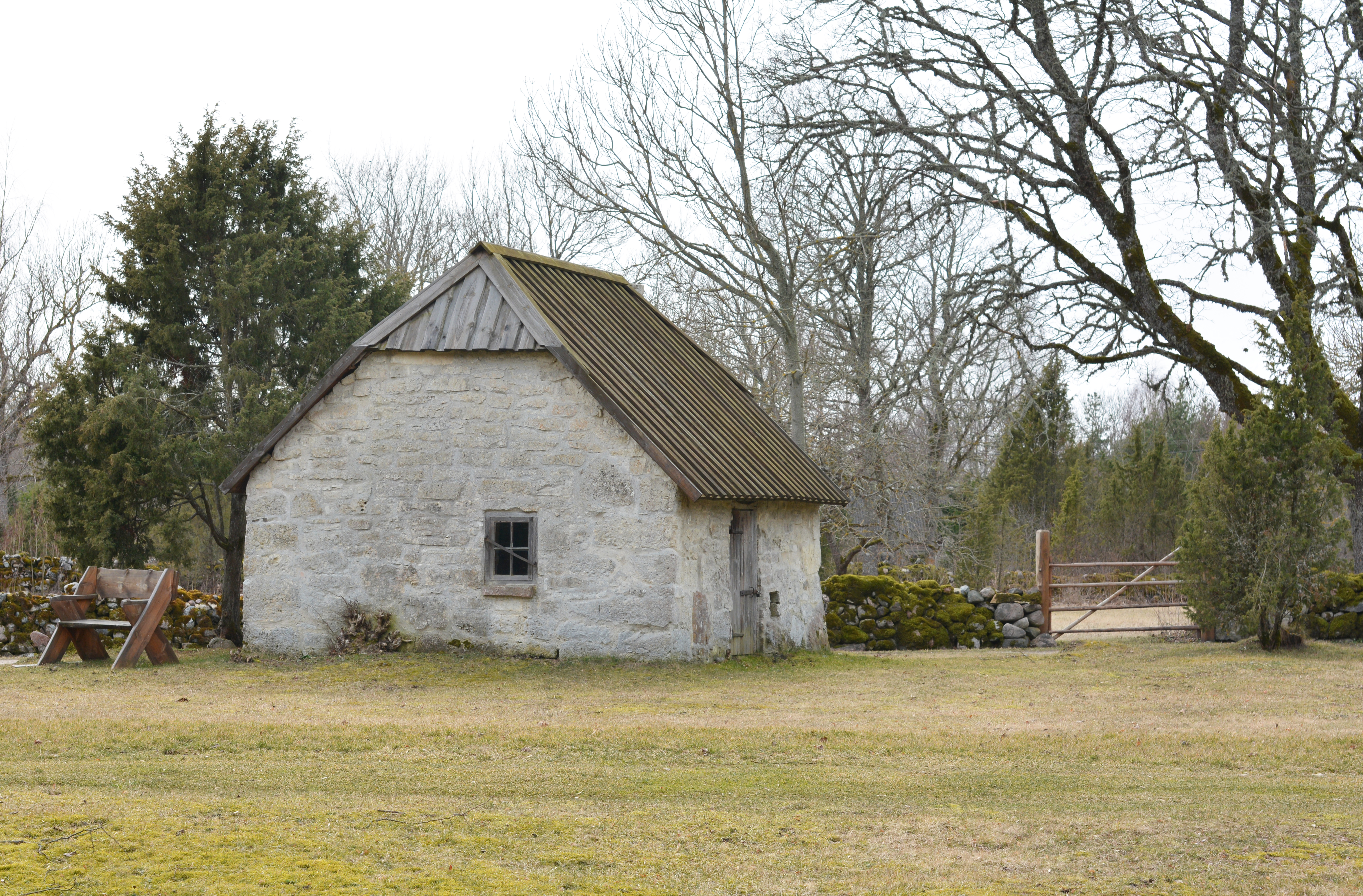
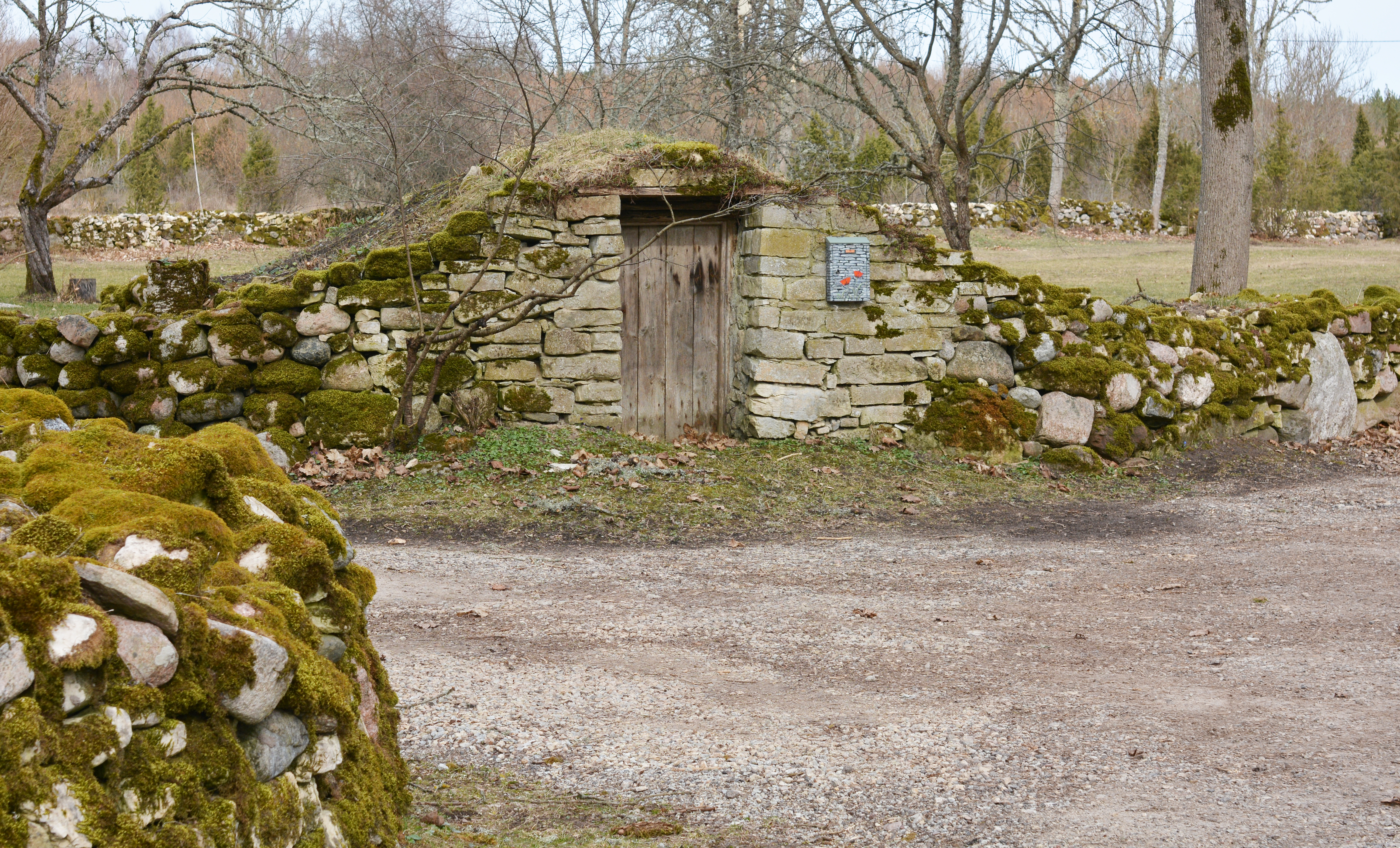
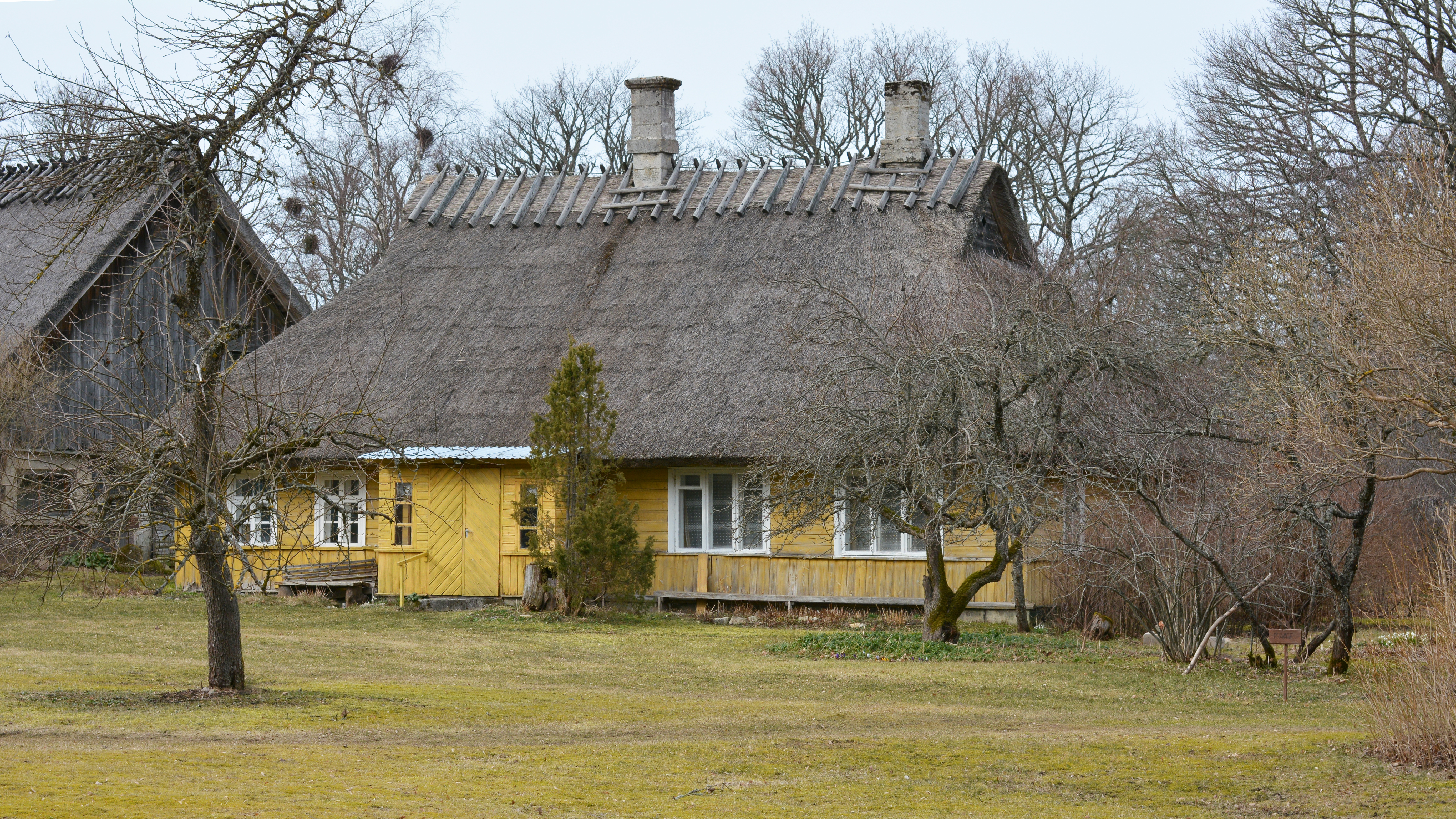
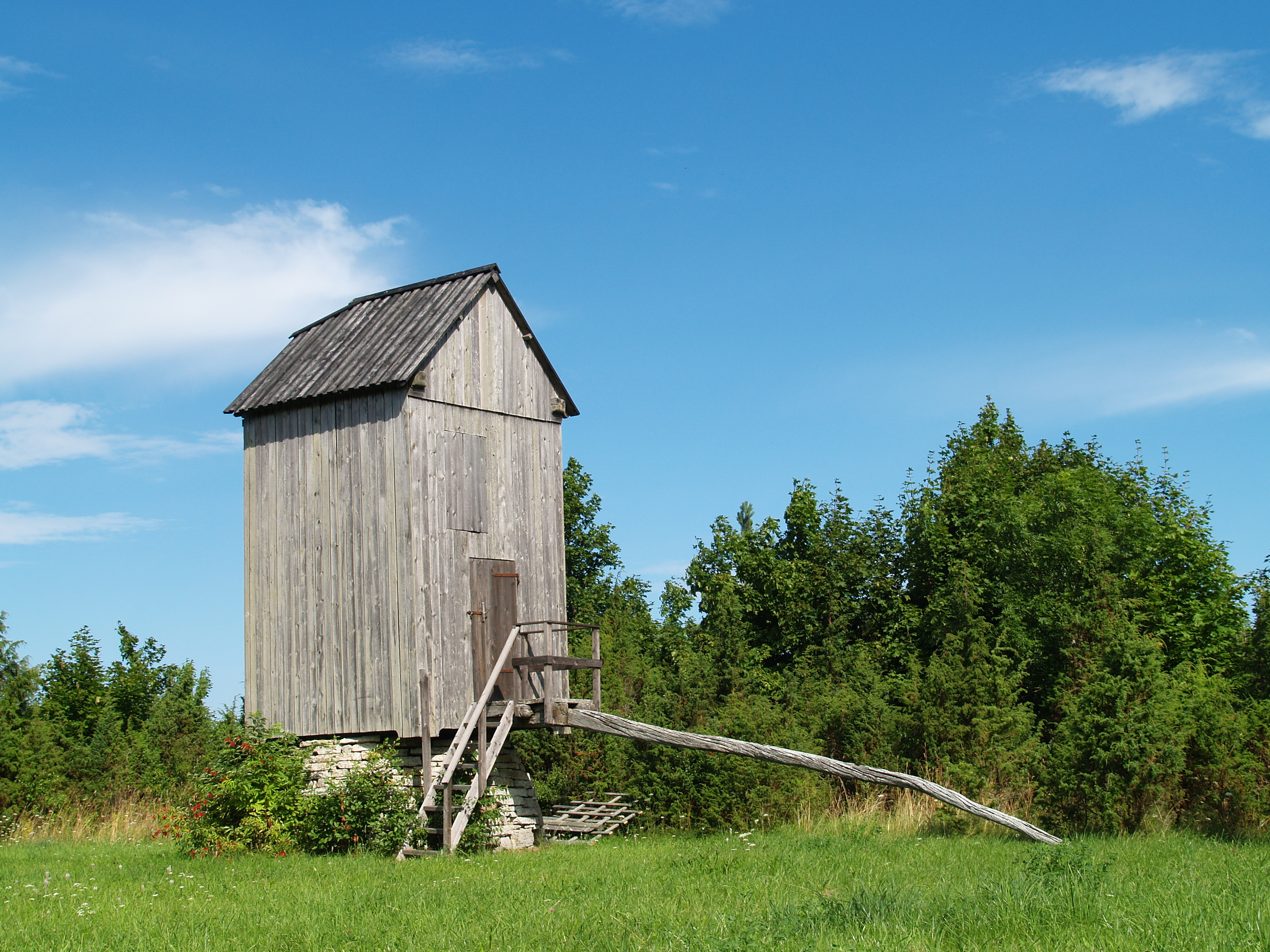
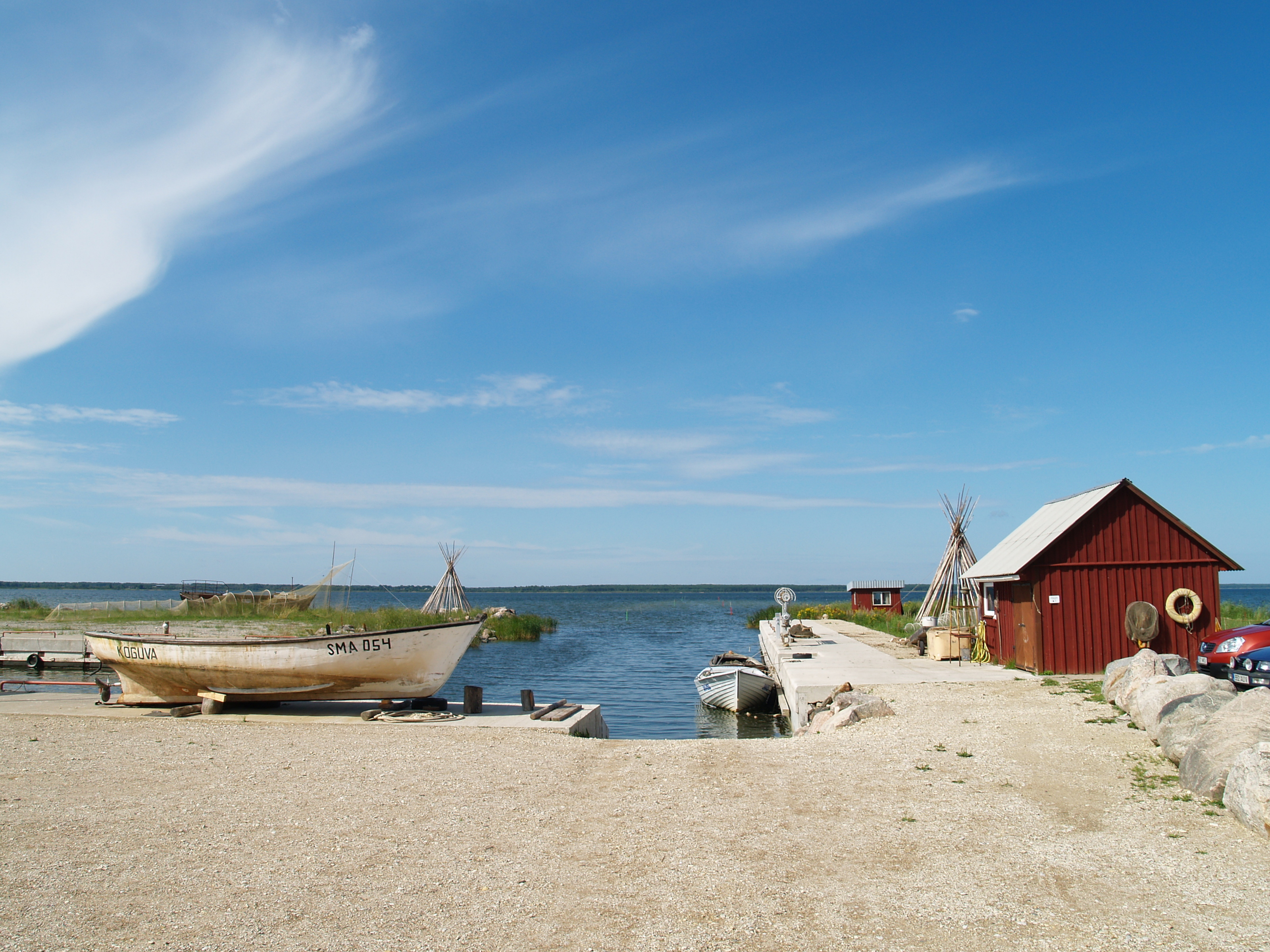